# 北山本門寺五重塔
北山本門寺五重塔（きたやまほんもんじごじゅうのとう）、または重須本門寺五重塔（おもすほんもんじごじゅうのとう）は、静岡県富士宮市にある日蓮宗寺院の北山本門寺（重須本門寺）にあった五重塔。明治時代に火災で焼失した。

## 歴史
- 1740年（元文5年）、泉光院の寄進で建立されたという。泉光院は林氏で俗名を和泉と言い、尾張藩主徳川綱誠の側室で、同じく尾張藩主の徳川継友の生母に当たる人物。
- 1749年（寛延2年）、同じく興門本山である大石寺五重塔が天英院の寄進で建立される。
- 1909年（明治42年）、五重塔を修理中の失火により北山本門寺の五重塔は焼失する。

## 現状
- 礎石等が良好な状態で残る。

北山本門寺の五重塔は焼失したが、大石寺の五重塔は、現存している。